# Robert P. White

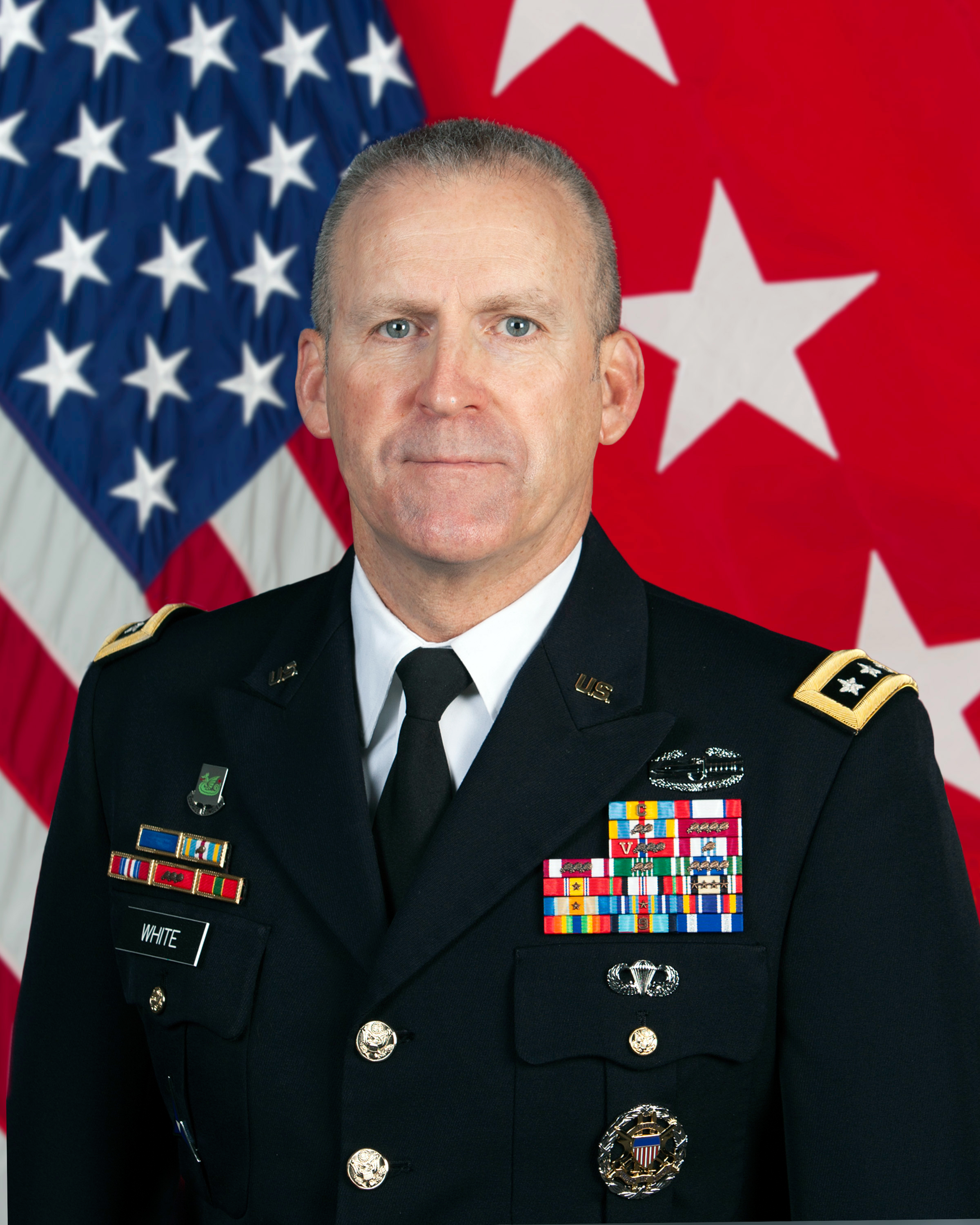
Robert P. White (2021)

Robert P. White (* 24. August 1963) ist ein pensionierter Generalleutnant der United States Army. Er war unter anderem Kommandeur der 1. Panzerdivision und des III. Korps.
Über das ROTC-Programm der Central Michigan University gelangte Robert White im Jahr 1986 in das Offizierskorps des US-Heeres. Dort wurde er als Leutnant den Panzereinheiten zugeteilt. In der Armee durchlief er anschließend alle Offiziersränge vom Leutnant bis zum Drei-Sterne General.
Im Lauf seiner militärischen Karriere absolvierte Robert White verschiedene Kurse und Schulungen. Dazu gehörten unter anderem der Armor Officer Basic Course, der Armor Officer Advanced Course, der Field Artillery Advanced Course, das Command and General Staff College, die Joint and Combined Warfighting School und das United States Army War College.
In seinen jüngeren Jahren absolvierte er den für Offiziere in den niederen Rangstufen üblichen Dienst in verschiedenen Einheiten und Standorten unter anderem auch in Europa. Dazu gehörten auch Aufgaben als Stabsoffizier in verschiedenen Hauptquartieren. Zwischen 1991 und 1995 war er an verschiedenen Standorten und Einheiten in Deutschland stationiert.
Zwischen Mai 2002 und Mai 2005 war er zunächst Bataillonskommandeur und später Stabsoffizier bei der 1. Panzerdivision, mit der er auch im Irakkrieg eingesetzt war. Nach zwischenzeitlichen anderen Verwendungen wurde White im Juni 2007 Kommandeur der 2. Brigade der 1. Panzerdivision. Dabei war er zwischenzeitlich erneut im Irak stationiert. Diese Position behielt er bis Juli 2009. Danach war er bis Juni 2011 Stabsoffizier beim United States Army Training and Doctrine Command (TRADOC). Anschließend wurde er nach Fort Leavenworth in Kansas versetzt, wo er bis Juni 2012 stellvertretender Kommandeur des United States Army Combined Arms Center war.
Daran schloss sich eine Versetzung zum Stab der 3. Infanteriedivision an, bei der er die Stabsabteilung G4 (Logistik und Nachschub) leitete. Gleichzeitig war er für die Logistik der internationalen Sicherheitskräfte der NATO im Rahmen der Operation Enduring Freedom Afghanistan zuständig.
Zwischen August 2013 und Juli 2015 war White Stabsoffizier in der Stabsabteilung  J5 beim Joint Chiefs of Staff in Washington, D.C. Dort war er für Belange der Staaten Pakistan und Afghanistan zuständig. Im September 2015 wurde er zum United States Army Forces Command versetzt, wo er die kombinierte Stabsabteilung G3/G5/G7 leitete.
Zwischen Juni 2016 und Juli 2018 kommandierte White die 1. Panzerdivision. Seine Division war damals an der Operation Inherent Resolve, einer militärischen Intervention der USA gegen die Terrormiliz Islamischer Staat im Irak und in Syrien, beteiligt. In den Jahren 2018 und 2019 war White als Director of Operations Stabsmitglied beim United States European Command (EUCOM). Zwischen September 2019 und September 2020 leitete er der von den Amerikanern angeführten Kampf gegen den Islamischen Staat. Gleichzeitig war er Kommandeur des III. Korps. Das Kommando über dieses Korps mit Sitz im damaligen Fort Hood (dem heutigen Fort Cavazos) behielt er bis zu seiner Pensionierung im Jahr 2022.

## Orden und Auszeichnungen
Robert White erhielt im Lauf seiner militärischen Laufbahn unter anderem folgende Auszeichnungen:
- Defense Distinguished Service Medal
- Army Distinguished Service Medal
- Defense Superior Service Medal
- Legion of Merit
- Bronze Star Medal
- Defense Meritorious Service Medal
- Meritorious Service Medal
- Army Commendation Medal
- Army Achievement Medal
- Presidential Unit Citation
- Joint Meritorious Unit Award
- Valorous Unit Award
- Meritorious Unit Commendation
- Superior Unit Award
- National Defense Service Medal
- Afghanistan Campaign Medal
- Iraq Campaign Medal
- Global War on Terrorism Expeditionary Medal
- Global War on Terrorism Service Medal
- NATO-Medaille